# Porto Mosquito
Porto Mosquito est une localité de l'île de Santiago au Cap-Vert.

## Description
Porto Mosquito est située sur la côte sud de l’île, à 10 km au nord-ouest de Cidade Velha.
Porto Mosquito fait partie de la commune de Ribeira Grande de Santiago.

## Population
Au recensement de 2010, la localité comptait 819 habitants.